# Die Gräfin von Paris
Die Gräfin von Paris er en tysk stumfilm fra 1923 af Dimitri Buchowetzki og Joe May.

## Medvirkende
- Mia May som Gräfin Manon Moreau
- Emil Jannings som Ombrade
- Erika Glässner som Musette
- Vladimir Gajdarov som André Rabatin
- Charlotte Ander som Kitty Moreau
- Irmgard Bern som Yvonne
- Hedwig Pauly-Winterstein som Adrienne Moreau
- Ida Wüst som Madame de la Roquére